# Karl-Gerät
De "Karl-Gerät" (040/041) (Duits: Karlapparaat) was een gigantische gemechaniseerde mortier, gebouwd door nazi-Duitsland in 1940-1942. Het werd gebruikt door de Duitsers tijdens de Tweede Wereldoorlog. Karl was het zwaarste mobiele wapen dat ooit dienst heeft gezien en kon een projectiel van 60 cm in doorsnede en 2.170 kg zwaar afvuren. Het toestel had voor het laden een eigen hijskraan, een trailer voor wegtransport en verschillende speciale munitievoertuigen.

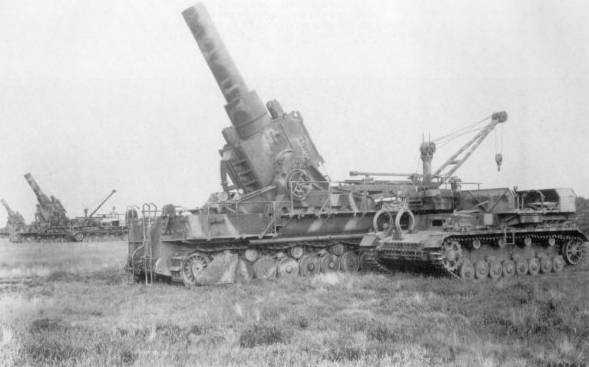
Drie Karls in Polen, rechts een munitievoertuig, 1944
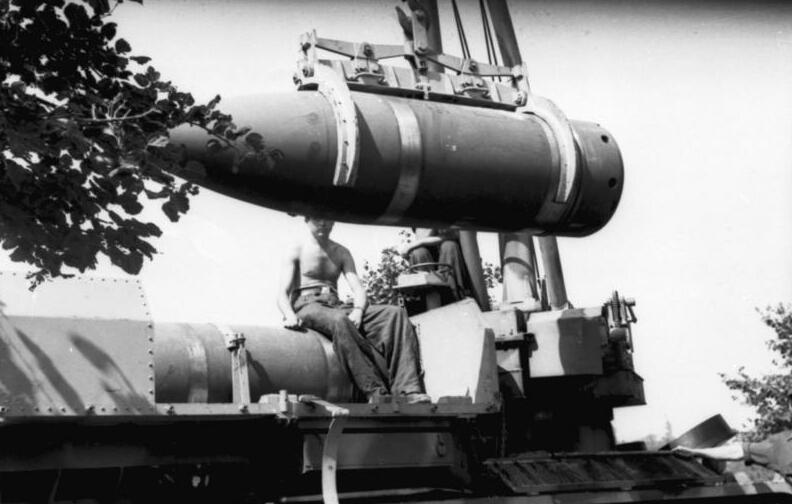
Munitie 60 cm, Warschau 1944
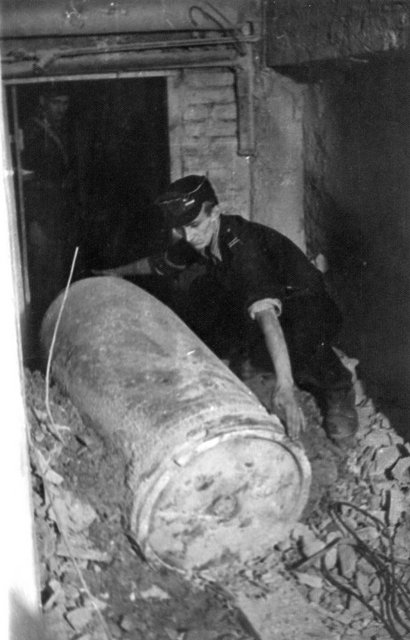
Een blindganger in Warschau, 1944
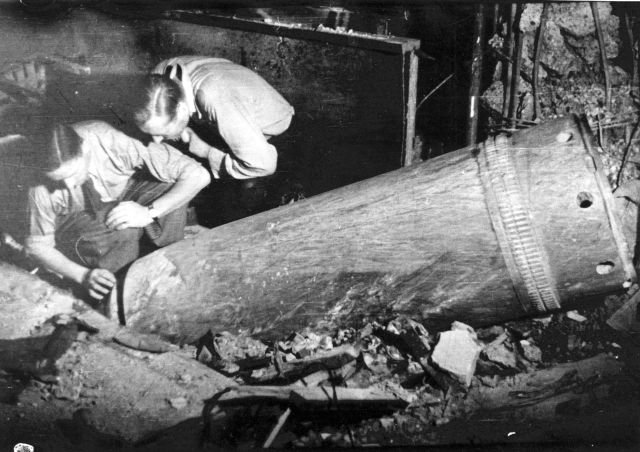
Een blindganger in Warschau wordt onschadelijk gemaakt, 18 augustus 1944
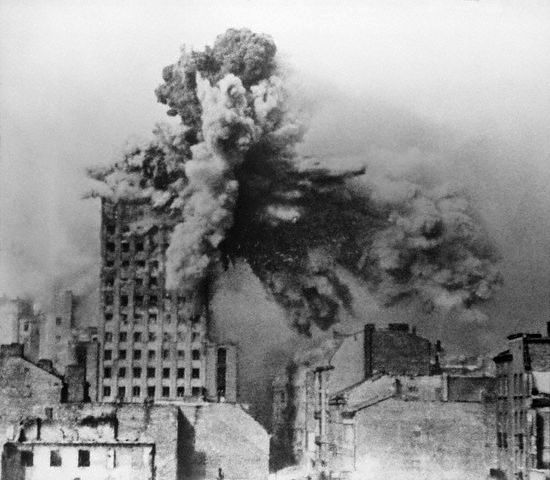
De wolkenkrabber Prudential in Warschau wordt getroffen door een granaat afgevuurd door een Karl, 28 augustus 1944, foto Sylwester Braun
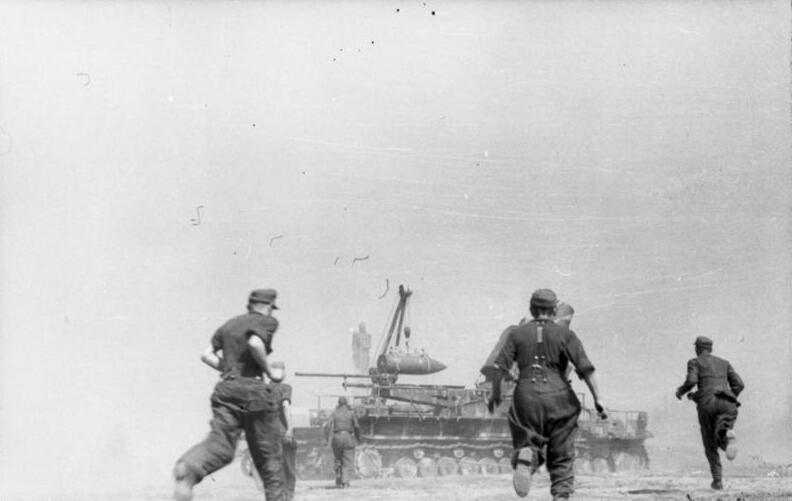
Een Karl in Warschau, op de achtergrond het standbeeld van generaal Józef Sowiński, 1944
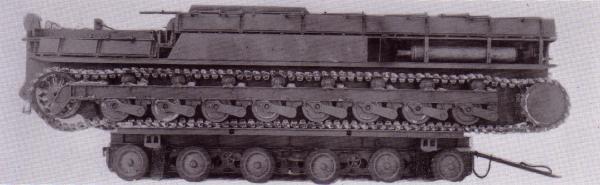
Een Karl op een Culemeyer (oplegger), 1945
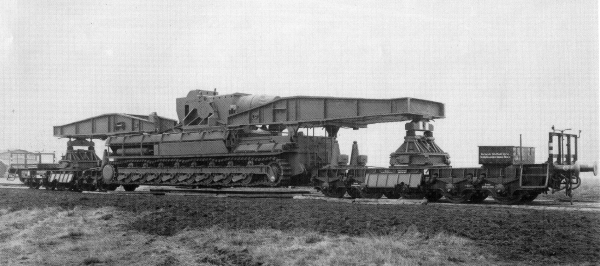
Een Karl op het spoor, 1945

Er zijn twee varianten gemaakt: de 60cm-Karl-Gerät (040) en de 54cm-Karl-Gerät (041).